# Metoda Babcocka

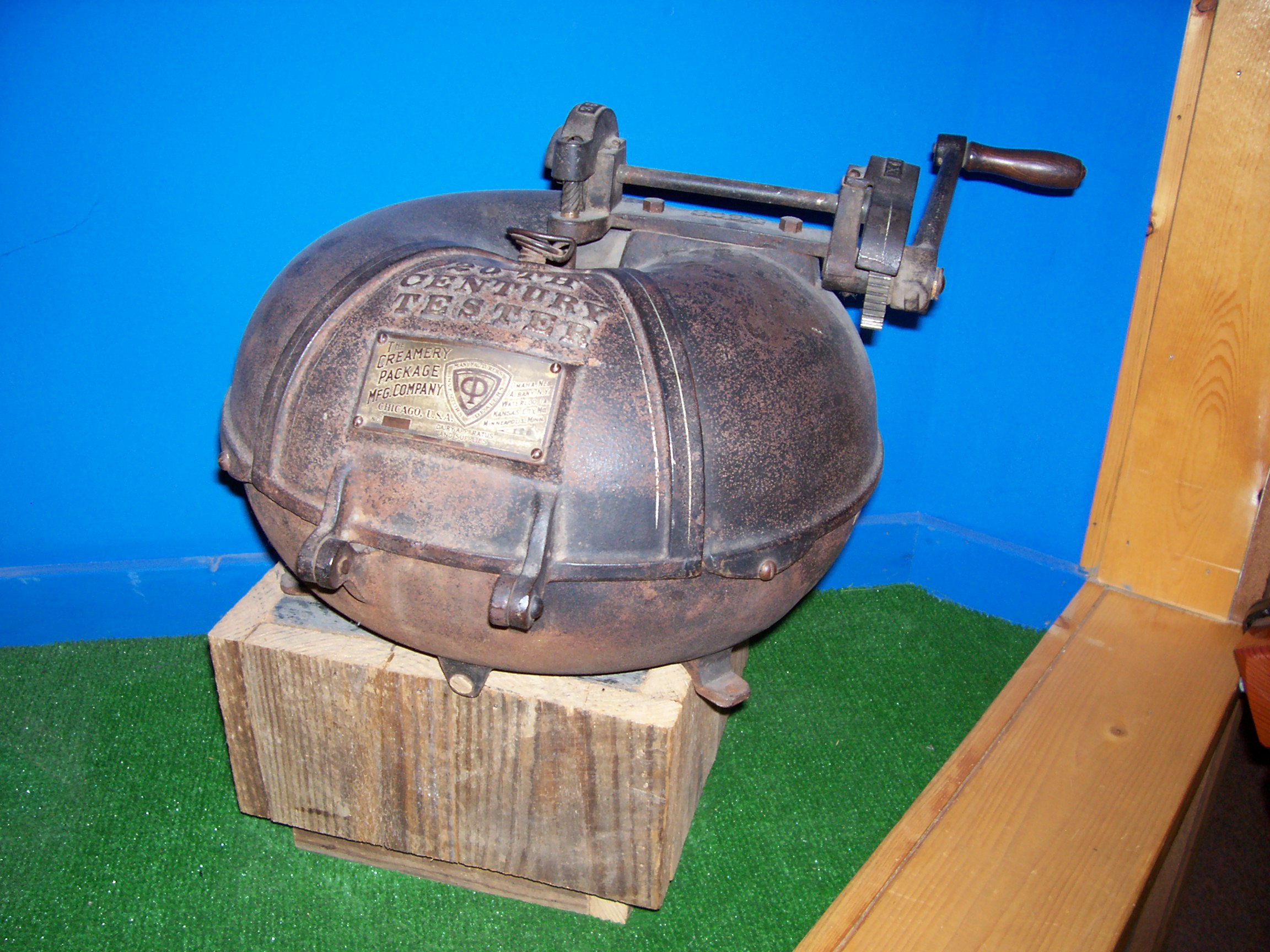
Wirówka Babcocka

Metoda Babcocka – metoda stosowana do oznaczania zawartości tłuszczu w mleku.
Próbkę mleka zadaje się kwasem siarkowym, który uszkadza błonę białkową otaczającą kuleczki tłuszczu i powoduje zlewanie się emulsji tłuszczu w jednolitą masę. Oznaczenie przeprowadza się w specjalnych probówkach wirówkowych, butyrometrach, zaopatrzonych w kalibrowaną szyjkę ze specjalną skalą, na której odczytuje się procentową zawartość tłuszczu. Dodanie alkoholu amylowego ułatwia oddzielenie się warstwy tłuszczowej.

## Wykonanie oznaczenia
Za pomocą pipety o długim i wąskim końcu wprowadza się do butyrometru 5 ml dokładnie zmieszanego mleka. Dodaje powoli, wstrząsając, kroplami, stężony kwas siarkowy aż do szyjki. Należy unikać zagrzania się próbki. Dodaje się mieszankę alkoholu i kwasu solnego do znaczka zero podziałki. Należy Zamieszać i wirować przy 1000 obr./min przez 3 minuty. Odczyt położenia dolnego menisku słupa tłuszczu w kalibrowanej szyjce daje zawartość tłuszczu w mleku w procentach.